# Rörmyrtjärnen (Revsunds socken, Jämtland)
Rörmyrtjärnen är en sjö i Bräcke kommun i Jämtland och ingår i Ljungans huvudavrinningsområde.